# Olimpiada Popular
La Olimpiada Popular fue un evento multideportivo que iba a ser celebrado en Barcelona (España) entre el 19 y 26 de julio de 1936, y que no pudo llevarse finalmente a cabo, dado que el 18 de julio tuvo lugar el levantamiento militar que daría inicio a la guerra civil española. 

## Organización e historia
La Olimpiada Popular fue organizada como protesta a los Juegos Olímpicos de Berlín ya que Adolf Hitler se encontraba en el poder del mismo año. Fue iniciada por la Internacional deportiva roja (Sportintern) y organizada por el Comitè català pro esport popular, en que dominaba la influencia de la Esquerra Republicana de Catalunya (ERC). El recientemente electo gobierno de la II República, del Frente Popular, decidió no participar en  los juegos de Berlín al no enviar los representantes de España y prefirió apoyar a un evento deportivo alternativo pero en distinta fecha.
La Olimpiada Popular cambiaba la estructura de las Olimpiadas anteriores y habría diferentes formas de participación en lo que respecta a la adscripción territorial. Se establecieron tres categorías: nacional, regional y local. De esta manera, las delegaciones nacionales podían mandar en cada deporte tres representaciones y se entendía que así no serían sólo una competición entre estados, sino que dejaba la puerta abierta a que equipos no estatales participasen en las pruebas, como por ejemplo Alsacia o el Marruecos francés y el Marruecos español. Junto al internacionalismo proletario, iba a expresarse en el evento el nacionalismo catalán.[cita requerida]
Se inscribieron 6000 atletas de 22 naciones, siendo las delegaciones de Estados Unidos, Francia, Países Bajos, Bélgica, Checoslovaquia, Dinamarca, Noruega, Suecia y Argelia las más numerosas. También hubo equipos representando a los judíos exiliados, a Alsacia, Cataluña, Galicia y el País Vasco. 
Los equipos de Alemania e Italia estaban compuestos por exiliados de dichos países. La mayoría de los atletas pertenecían a asociaciones y clubes deportivos sindicales y partidos de izquierda, y no a los comités deportivos estatales u olímpicos, aunque entre ellos se encontraban algunos de alto nivel.
Se usarían los alojamientos y hoteles construidos para la Exposición Internacional de 1929 y el Estadio de Montjuïc (actual Estadio Olímpico Lluís Companys) sería la sede de los juegos.
Con el estallido de la guerra civil española justo cuando iban a comenzar los Juegos, estos fueron cancelados a toda prisa. Algunos atletas nunca llegaron a Barcelona debido al cierre de la frontera francesa, mientras que muchos de los que ya estaban en la ciudad para el inicio de los Juegos se fueron precipitadamente. Sin embargo, por lo menos 200 de los atletas, como Clara Thalmann, permanecieron en España y se unió a las milicias obreras organizadas para luchar por la Segunda República Española en la guerra.